# Lilla uppslagsboken
Lilla uppslagsboken är ett svenskt uppslagsverk i tio band som gavs ut 1957–59 av Förlagshuset Nordens boktryckeri i Malmö. Denna var till viss del baserad på det större uppslagsverket Svensk uppslagsbok. 
Andra omarbetade och utvidgade upplagan utgavs 1964–67.. 
Huvudredaktör för båda upplagorna var Bertil Hanström vid Lunds universitet. Vid en nytryckning 1975 utgavs även ett elfte band, ett supplementband omfattande A-Ö. Redaktör för detta band var Sten-Sture Forssell. 
Andra upplagan och supplementbandet bildade bas för en femte upplaga av Nordisk familjebok.